# Matt Reid
Matt Reid (Sydney, 17 luglio 1990) è un tennista australiano.
Ha ottenuto i suoi migliori risultati in doppio, specialità in cui ha raggiunto il 60º posto del ranking ATP nel settembre 2017. Vanta in doppio numerosi titoli Challenger e ITF e il suo miglior risultato nel circuito ATP è la finale disputata nel 2017 a Newport. In singolare ha vinto un titolo Challenger e alcuni titoli ITF, il suo miglior ranking è il 183º del febbraio 2014 e dal 2017 gioca esclusivamente in doppio.

## Carriera

### Juniores
Nel circuito juniores ITF vince solo tornei minori, sei in doppio e uno in singolare, ma raggiunge le finali nel doppio juniores al Roland Garros e a Wimbledon nel 2008 e al prestigioso Orange Bowl del 2007. Nel gennaio 2008 raggiunge il 18º posto nel ranking mondiale di categoria e il suo ultimo impegno sono gli US Open nel settembre 2008.

### Professionista
Nell'ottobre 2007 esordisce nel circuito ITF professionistico con una sconfitta in singolare nel torneo Australia F7 e la settimana dopo esordisce in doppio con un'altra sconfitta nell'Australia F8. Nel febbraio successivo vince il suo primo incontro in doppio nell'Australia F1 e raggiunge la semifinale. In ottobre alza il primo trofeo da professionista vincendo in doppio all'Australia F8 in coppia con Dane Propoggia. Nel gennaio 2009 fa la sua prima esperienza in una prova del grande Slam venendo eliminato al primo turno delle qualificazioni all'Australian Open in singolare e al primo turno del tabellone principale in doppio. In luglio gioca per la prima volta le qualificazioni di un torneo ATP a Newport e anche qui viene eliminato al primo incontro. Nel corso della carriera vincerà alcuni incontri nelle qualificazioni in singolare ai tornei dell'ATP Tour ma non accederà mai al tabellone principale. Il primo titolo in singolare arriva nell'agosto 2009 con la vittoria su Alexander Domijan nella finale dell'ITF USA F19. Quello stesso anno debutta nel circuito Challenger senza ottenere inizialmente successi significativi, mentre continua a vincere tornei ITF, a tutto il 2012 si aggiudica sei titoli in doppio e cinque in singolare. Nel novembre 2011 entra nella top 300 del ranking ATP in singolare.
Nel gennaio 2013 vince il suo primo incontro nel tabellone principale di uno Slam al torneo di doppio dell'Australian Open e viene eliminato al secondo turno; a fine torneo avanza di 183 posizioni nel ranking e una settimana dopo entra nella top 300. Nel prosieguo della carriera vincerà in doppio diversi altri incontri di primo turno negli Slam, ma non accederà mai al terzo turno. In febbraio conquista il primo titolo Challenger in doppio nel torneo di Adelaide in coppia con Samuel Groth, battendo in finale James Duckworth / Greg Jones per 6–2, 6-4. Quello stesso anno si aggiudica in doppio anche i Challenger di León e di Sacramento e in novembre sale alla 115ª posizione nella classifica mondiale. In giugno aveva superato per la prima volta le qualificazioni in singolare di una prova dello Slam a Wimbledon ed era uscito di scena al primo turno del main draw per mano di Radek Štěpánek; a fine torneo aveva fatto il suo ingresso nella top 200 anche nel ranking in singolare. Nel febbraio 2014 vince il suo unico titolo Challenger in singolare in carriera al Burnie International, superando in finale Hiroki Moriya per 6-3, 6-2; sale così al 183º posto mondiale, che rimarrà il suo best ranking in singolare. A Burnie vince anche il torneo di doppio in coppia con John-Patrick Smith. Durante la stagione ha un calo di rendimento e in ottobre scende attorno al 300º posto nei ranking di singolare e di doppio.
Nell'aprile 2015 fa il suo esordio in un torneo ATP nel torneo di doppio di Houston in coppia con Lleyton Hewitt e viene eliminato al primo turno. In giugno, ancora con Hewitt, vince il primo incontro ATP a 's-Hertogenbosch e la coppia australiana dà forfait al secondo turno. Nel corso della stagione rientra nella top 200 in doppio grazie a due titoli Challenger e tre ITF, mentre in singolare esce dalla top 300, nella quale non riuscirà più a rientrare. Risale la classifica con i sei titoli Challenger conquistati in doppio nel 2016, in ottobre entra nella top 100 e in novembre arriva al 78º posto; in ottobre gioca il suo ultimo incontro in singolare nel tabellone principale di un torneo professionistico. Nel 2017 disputa tre finali Challenger, vincendone una, e gioca con più continuità nel circuito maggiore ottenendo buoni risultati. Insieme a Nick Kyrgios gioca la sua prima semifinale ATP a Marsiglia, fa il suo esordio in un Masters 1000 a Miami, raggiungendo il secondo turno, e disputa la semifinale anche a Lione. In coppia con John-Patrick Smith raggiunge il secondo turno a Wimbledon e soprattutto la sua prima finale in un torneo ATP a Newport, nella quale cedono nel set decisivo a Aisam-ul-Haq Qureshi / Rajeev Ram. Dopo il secondo turno agli US Open sale al 60º posto ATP, che resterà il suo miglior ranking in carriera.
Esce dalla top 100 nel 2018, durante il quale non va oltre i quarti di finale a Brisbane nel circuito maggiore e vince tre titoli Challenger. Rientra nella top 100 nel 2019 con un titolo Challenger vinto su quattro finali disputate, mentre nel circuito maggiore raggiunge i quarti a Sydney e la semifinale a Stoccarda. Non vince alcun torneo nel 2020, anno caratterizzato dalla lunga pausa del tennis mondiale per la pandemia di COVID-19, e a fine anno disputa i quarti nell'ATP 250 di Anversa. Nel marzo del 2021 raggiunge la semifinale con Matthew Ebden all'ATP di Marsiglia e nel periodo successivo disputa cinque finali nei tornei Challenger vincendone quattro. A fine luglio perde in coppia con Alexei Popyrin la semifinale all'ATP di Atlanta e nel prosieguo della stagione non va oltre la finale raggiunta nel Challenger di Alicante. Torna a giocare una semifinale ATP con Popyrin nel gennaio 2022 a Sydney. In marzo si infortuna e rimane inattivo per lungo tempo. Nel marzo successivo esce dal ranking.

## Statistiche
Aggiornate al 20 marzo 2023.

### Doppio

#### Finali perse (1)
| Legenda              |
| Grande Slam (0)      |
| ATP Finals (0)       |
| ATP Masters 1000 (0) |
| ATP Tour 500 (0)     |
| ATP Tour 250 (1)     |

| N. | Data           | Torneo                     | Superficie | Compagno           | Avversario in finale            | Punteggio        |
| 1. | 23 luglio 2017 | Hall of Fame Open, Newport | Erba       | John-Patrick Smith | Aisam-ul-Haq Qureshi Rajeev Ram | 4–6, 6–4, [7–10] |

### Tornei minori

#### Singolare

##### Titoli (7)
| Legenda tornei minori |
| Challenger (1)        |
| Futures (6)           |

| N. | Data            | Torneo                       | Superficie | Avversario in finale | Punteggio |
| 1. | 2 febbraio 2014 | Burnie International, Burnie | Cemento    | Hiroki Moriya        | 6–3, 6–2  |

#### Doppio

##### Titoli (31)
| Legenda tornei minori |
| Challenger (22)       |
| Futures (9)           |

| N.  | Data             | Torneo                                                  | Superficie    | Compagno            | Avversari in finale                       | Punteggio            |
| 1.  | 10 febbraio 2013 | Adelaide International, West Lakes                      | Cemento       | Samuel Groth        | James Duckworth Greg Jones                | 6–2, 6–4             |
| 2.  | 7 aprile 2013    | Torneo Internacional Challenger León, León              | Cemento       | Chris Guccione      | Purav Raja Divij Sharan                   | 6–3, 7–5             |
| 3.  | 6 ottobre 2013   | Sacramento Challenger, Sacramento                       | Cemento       | John-Patrick Smith  | Jarmere Jenkins Donald Young              | 7–6(1), 4–6, [14–12] |
| 4.  | 2 febbraio 2014  | Burnie International, Burnie                            | Cemento       | John-Patrick Smith  | Toshihide Matsui Danai Udomchoke          | 6–4, 6–2             |
| 5.  | 16 novembre 2014 | Keio Challenger, Yokohama                               | Cemento       | Bradley Klahn       | Marcus Daniell Artem Sitak                | 4–6, 6–4, [10–7]     |
| 6.  | 8 febbraio 2015  | Burnie International, Burnie                            | Cemento       | Carsten Ball        | Radu Albot Matthew Ebden                  | 7–5, 6–4             |
| 7.  | 29 novembre 2015 | Dunlop World Challenge, Toyota                          | Sintetico (i) | Brydan Klein        | Riccardo Ghedin Yi Chu-huan               | 6–2, 7–6(3)          |
| 8.  | 15 maggio 2016   | Seoul Open Challenger, Seul                             | Cemento       | John-Patrick Smith  | Gong Maoxin Yi Chu-huan                   | 6–3, 7–5             |
| 9.  | 24 luglio 2016   | Levene Gouldin & Thompson Tennis Challenger, Binghamton | Cemento       | John-Patrick Smith  | Liam Broady Guilherme Clezar              | 6–4, 6–2             |
| 10. | 2 ottobre 2016   | Tiburon Challenger, Tiburon                             | Cemento       | John-Patrick Smith  | Quentin Halys Dennis Novikov              | 6–1, 6–2             |
| 11. | 23 ottobre 2016  | Las Vegas Tennis Open, Las Vegas                        | Cemento       | Brian Baker         | Bjorn Fratangelo Denis Kudla              | 6–1, 7–5             |
| 12. | 30 ottobre 2016  | Traralgon Challenger, Traralgon                         | Cemento       | John-Patrick Smith  | Matthew Barton Matthew Ebden              | 6–4, 6–4             |
| 13. | 20 novembre 2016 | Dunlop World Challenge, Toyota                          | Sintetico (i) | John-Patrick Smith  | Jeevan Nedunchezhiyan Christopher Rungkat | 6–3, 6–4             |
| 14. | 12 febbraio 2017 | Kunal Patel San Francisco Open, San Francisco           | Cemento       | John-Patrick Smith  | Gong Maoxin Zhang Ze                      | 6(4)–7, 7–5, [10–7]  |
| 15. | 12 agosto 2018   | Aptos Challenger, Aptos                                 | Cemento       | Thanasi Kokkinakis  | Jonny O'Mara Joe Salisbury                | 6–2, 4–6, [10–8]     |
| 16. | 9 settembre 2018 | Cassis Open Provence, Cassis                            | Cemento       | Serhij Stachovs'kyj | Marc-Andrea Hüsler Gonçalo Oliveira       | 6–2, 6–3             |
| 17. | 17 novembre 2018 | JSM Challenger, Champaign                               | Cemento (i)   | John-Patrick Smith  | Hans Hach Verdugo Luis David Martínez     | 6–4, 4–6, [10–8]     |
| 18. | 5 maggio 2019    | Puerto Vallarta Open, Puerto Vallarta                   | Cemento       | John-Patrick Smith  | Gonzalo Escobar Luis David Martínez       | 7–6(10), 6–3         |
| 19. | 21 marzo 2021    | Biella Challenger, Biella                               | Cemento (i)   | Lloyd Glasspool     | Denys Molčanov Serhij Stachovs'kyj        | 6–3, 6-4             |
| 20. | 3 aprile 2021    | Andalucía Challenger, Marbella                          | Terra rossa   | Dominic Inglot      | Romain Arneodo Hugo Nys                   | 1–6, 6–3, [10–6]     |
| 21. | 13 giugno 2021   | Nottingham Open, Nottingham                             | Erba          | Ken Skupski         | Matthew Ebden John-Patrick Smith          | 4–6, 7–5, [10–6]     |
| 22. | 20 giugno 2021   | Nottingham Trophy, Nottingham                           | Erba          | Marc Polmans        | Benjamin Bonzi Antoine Hoang              | 6–4, 4–6, [10–8]     |